# Батлертаун (Меріленд)
Батлертаун (англ. Butlertown) — переписна місцевість (CDP) в США, в окрузі Кент штату Меріленд. Населення — 520 осіб (2020).

## Географія
Батлертаун розташований за координатами 39°16′56″ пн. ш. 76°5′57″ зх. д. / 39.28222° пн. ш. 76.09917° зх. д. (39.282194, -76.099165).  За даними Бюро перепису населення США в 2010 році переписна місцевість мала площу 2,24 км², з яких 2,22 км² — суходіл та 0,02 км² — водойми.

## Демографія
Згідно з переписом 2010 року, у переписній місцевості мешкало 505 осіб у 186 домогосподарствах у складі 133 родин. Густота населення становила 225 осіб/км².  Було 213 помешкання (95/км²).
Расовий склад населення:
| - 57,8 % — чорних або афроамериканців - 38,2 % — білих - 0,4 % — азіатів |

До двох чи більше рас належало 3,0 %. Частка іспаномовних становила 1,0 % від усіх жителів.
За віковим діапазоном населення розподілялося таким чином: 26,1 % — особи молодші 18 років, 62,4 % — особи у віці 18—64 років, 11,5 % — особи у віці 65 років та старші. Медіана віку мешканця становила 35,1 року. На 100 осіб жіночої статі у переписній місцевості припадало 101,2 чоловіків;  на 100 жінок у віці від 18 років та старших — 95,3 чоловіків також старших 18 років.
Середній дохід на одне домашнє господарство  становив 58 303 долари США (медіана — 65 278), а середній дохід на одну сім'ю — 54 850 доларів (медіана — 52 400). За межею бідності перебувало 6,5 % осіб, у тому числі 6,5 % дітей у віці до 18 років та 0,0 % осіб у віці 65 років та старших.
Цивільне працевлаштоване населення становило 214 особи. Основні галузі зайнятості: виробництво — 36,4 %, публічна адміністрація — 20,1 %, мистецтво, розваги та відпочинок — 17,3 %, роздрібна торгівля — 15,9 %.